# Sexual Democracia
Sexual Democracia es una banda de rock chileno, creada en 1988 en la ciudad de Valdivia.

## Historia
Fue formada por Miguel Barriga mientras cursaba estudios de Ingeniería Comercial en la Universidad Austral de Chile durante la década de 1980. Su primera producción, Los chicos buenos (1988), logró vender cerca de dos mil copias. Tras este trabajo autoeditado se trasladaron a Santiago y firmaron con el sello Alerce.
La agrupación fue una de las últimas en unirse al sello antes de la muerte de su fundador, Ricardo García. Su casete debut, Buscando chilenos, fue grabado en 1990 y vendió alrededor de cien mil copias, cifra que superó las expectativas y dio a conocer un estilo musical que Alerce catalogó como vanguardia del rock chileno. El éxito de ventas y la masiva difusión hicieron que Sexual Democracia en 1992 editara un segundo disco junto al sello, llamado Buscando chilenos II (la venganza continúa).[cita requerida]
Posteriormente, la banda realizó su última producción con Alerce antes de pasar a la compañía discográfica BMG: un disco en vivo elaborado con los temas tocados durante una gira por Chile.
Ha realizado numerosas giras nacionales e internacionales, incluyendo presentaciones en México, Australia y Suecia. En Chile ha participado en el Festival Internacional de la Canción de Viña del Mar, en el Festival del Huaso de Olmué y en la primera, segunda y cuarta versión de la Cumbre del Rock Chileno.

## Miembros

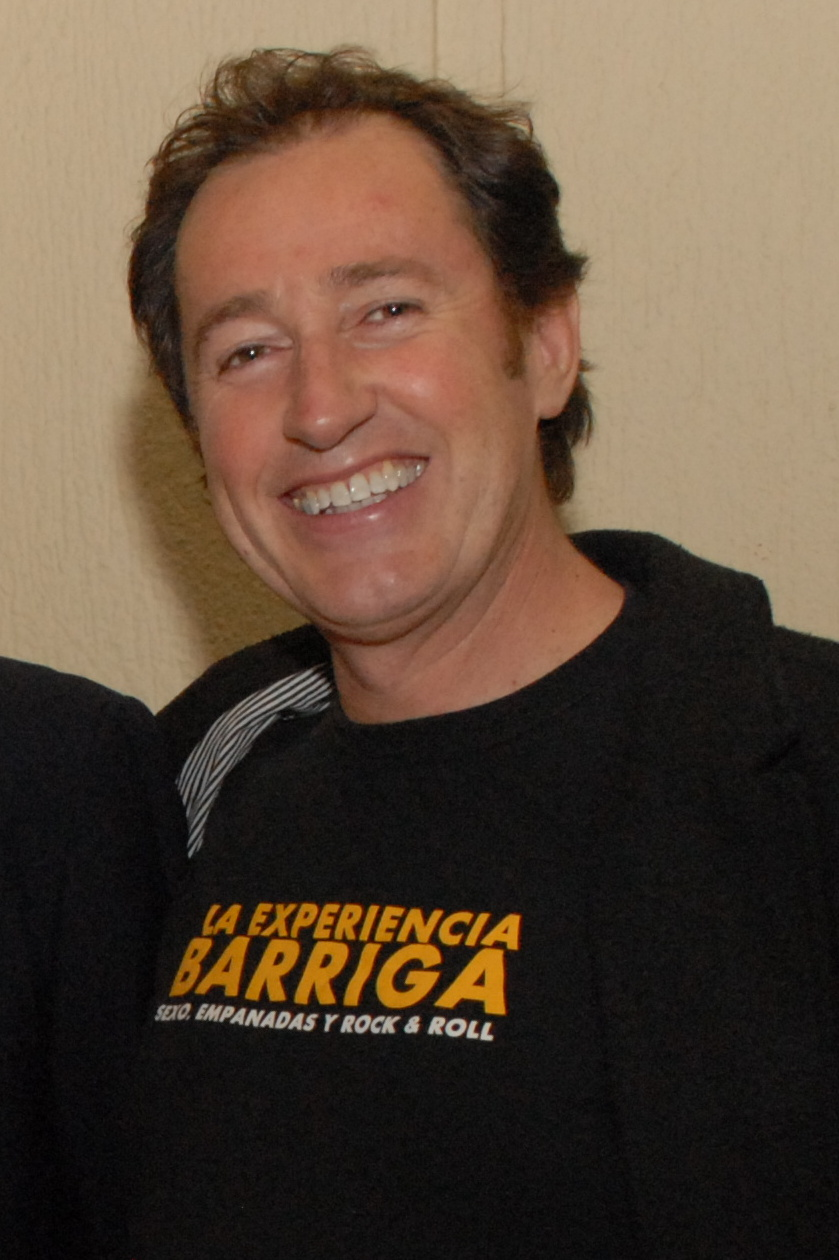
Miguel Barriga, vocalista y líder del grupo.

- Miguel Barriga: voz, guitarras (1988-presente)
- Juan Núñez: guitarras, voz (2025-presente)
- Claudio "Claxon" Bravo: bajo (2019-presente)
- Francisco Aparicio: batería, percusión (2022-presente)
- Milton Bitelbick Schoenffeldt: teclados, sintetizador, guitarras, acordeón, programación, coros (1998-presente)

Miembros anteriores
- Iván Briceño: teclados (1988-1995)
- Vicente Aguilera: guitarra (1988)
- Jaime Fainberg: guitarra (1988-1990)
- Andrés Magdalena: guitarra (1990-1993/1995-1996)
- Rodrigo Leiva: guitarra (1993-1994)
- Inti Rebolledo: guitarra (1997)
- Mauricio Riffo: guitarra (1997-1998)
- Raúl Duarte: guitarra (1998-2004)
- Fernando Antil: guitarra (2004-2025)
- Juan Paredes: bajo (1988)
- Samuel Gallardo: bajo (1988-1990)
- Germán Céspedes: bajo (1990-1999)
- Johanna Turina: bajo (2000)
- Cristian Rojas: bajo (2001-2019)
- Alberto Larraín: batería (1988)
- Alexis Cárdenas: batería (1988-1989)
- Fernando Fainberg: batería (1989-1991)
- Claudio del Pino: batería (1991-1999)
- Rodrigo Carvajal: batería (1999-2004)
- Mario Barrueto: batería (2004-2022)

## Discografía

### Álbumes de estudio
- 1988: Los chicos buenos
- 1990: Buscando chilenos
- 1992: Buscando chilenos 2: La venganza continúa
- 1993: Sudamérica Suda
- 1995: Hueveuz
- 1996: El eslabón perdido
- 1998: Buscando chilenos 3: El encontrón final
- 2001: SXD.cl
- 2010: Buscando chilenos 4
- 2022: Blip 15

### Álbumes en vivo
- 1992: En vivo

### Álbumes recopilatorios
- 1999: Macondus
- 2004: ¿Me querrás igual?
- 2013: 25 años

### DVD
- 2006: ¿Me creerás igual?
- 2015: Kaufollikán